# Arary Tiriba
Arary da Cruz Tiriba (Santos,  03 de agosto de 1925) é um médico brasileiro.

## Biografia
Formado em medicina  pela Escola Paulista de Medicina em 1950. Médico sanitarista formado pela Faculdade de Saúde Pública USP em 1955, médico tropicalista formado pelo Instituto de Medicina Tropical da FMUSP em 1960, administrador hospitalar pela Faculdade de Saúde Pública da USP. Livre-docente e professor-titular da Unifesp/Escola Paulista de Medicina - Disciplina de Doenças Infecciosas e Parasitárias do Departamento de Medicina (atualmente aposentado, em atuação voluntária).
Foi titular de umas das diretorias  do Hospital Emilio Ribas, referência em infectologia com reconhecimento internacional, onde trabalhou de 1951  até 1986.
Foi durante sua gestão que o hospital enfrentou a epidemia de meningite meningocócica em São Paulo que durou de 1970 até 1975. Na época outras epidemias surgiram como febre tifoide, encefalite, febre maculosa, porém com menos repercussão que a meningite. Por solicitação do ministério da Saúde deu assistência em vários estados do Brasil e para a região de Paissandu no Uruguai. Nessa época montou vários hospitais de campanha. 
Foi diretor do Instituto Pasteur de 1991 a 1992.
Sempre foi um pesquisador de campo, o que lhe valeu uma  visão da conjuntura social das várias regiões do país. Sempre defendeu a ideia de que o estudo das doenças infecciosas não deve ficar restrito ao leito do enfermo.  Defende a tese de que não se deve perder de vista a conjuntura social,  epidemiológica, que culmina no adoecimento. Muito conveniente o conhecimento que, além da anamnese, além da queixa do doente existe a história não narrada, a história natural da doença.
Nos idos de 1975-77, Professor Arary da Cruz Tiriba participou do atendimento e da descrição da Encefalite do Rocio, uma arbovirose, a primeira descrita originalmente no Brasil, ocorrida de forma epidêmica no litoral Sul do Estado de São Paulo, no Bairro que deu o nome à doença, na cidade de Iguape (SP). Essa descrição é motivo de orgulho para os profissionais brasileiros e o coloca ombro a ombro com Adolpho Lutz, Carlos Chagas, Emílio Ribas, Oswaldo Cruz e outros tantos estudiosos que frequentaram e honram o solo brasileiro.
Arary da Cruz Tiriba, além de pesquisador e médico infectologista, tem participado como professor da formação de várias gerações de médicos. Aposentado, continua lecionando na Escola Paulista de Medicina ajudando na formação de novos médicos.
É membro atuante da Associação dos médicos escritores, Sobrames SP.
É um dos diretores e membro do conselho científico  da  Academia de Medicina de São Paulo. . 
É uma referência tanto para a imprensa especializada como para a mídia em geral quando o assunto é relacionado com doenças transmissíveis.